# Ferrante II Gonzaga
Ferrante II Gonzaga (27 luglio 1563 – Guastalla, 5 agosto 1630) è stato un nobile italiano terzo conte di Guastalla dal 1575 al 1621 e poi duca di Guastalla dal 1621 fino alla sua morte, e duca di Amalfi, a cui subentrò nel 1575.

## Biografia
Figlio di Cesare I Gonzaga e di Camilla Borromeo, «nel 1598 fu a Ferrara all’arrivo di Clemente VIII, quando il pontefice prese possesso del ducato. Trovarsi in quella città in quel momento era funzionale a partecipare al matrimonio di Margherita d’Austria con Filippo III, che vi fu celebrato dal papa. Entrò poi a far parte della corte della nuova regina di Spagna, che sarebbe partita nella primavera dell’anno successivo, seguendola sino a Madrid. In quell'anno e circostanza ebbe da Filippo III il Toson d’Oro, e nel 1605 l’incarico di consegnare la medesima decorazione ai duchi di Modena e della Mirandola».
Fu un buon politico e ricoprì incarichi imperiali di prestigio, tra i quali quello di commissario imperiale in Italia.
Il 2 luglio 1621 la contea di Guastalla divenne un ducato, diventandone primo duca.
Morì nel 1630 a causa della peste che stava imperversando per il nord Italia.

## Discendenza
Ferrante II si sposò, nell'aprile 1587, con Vittoria Doria (1569-1618), figlia dell'ammiraglio Gianandrea Doria, con la quale ebbe numerosi figli:
- Zenobia (1588-1618), sposò Giovanni III d'Aragona Tagliavia;
- Cesare (1592-1632), duca di Guastalla, sposò Isabella Orsini;
- Francesco (1593/1594-1643), generale al servizio del Papa, sposò nel 1632 Francesca Orniechi (?-1641) ed ebbe quattro figli naturali;
- Filippo (23 giugno 1599-1616), religioso;
- Giannettino (1600-1649), religioso;
- Carlo (30 aprile 1602-1670), cavaliere dell'Ordine del Redentore nel 1633, sposò Maria Cignacchi;
- Camilla (16 giugno 1603 - 1609/1610);
- Isabella (8 luglio 1605 - 28 febbraio 1631), monaca suor Angela Luigia presso l'Annunziata a Guastalla;
- Vincenzo (1606-1694), viceré di Sicilia dal 1677;
- Artemisia (22 aprile 1608 - post 1628), monaca di clausura in S. Maria degli Angeli a Bologna;
- Vittoria (22 maggio 1609 - 19 luglio 1689), monaca suor Angela in S. Maria della Neve a Parma;
- Camilla (23 settembre 1611 - novembre 1612);
- Andrea (?-1686), conte di San Paolo, sposò Laura Crispano.

## Ascendenza
|                                |                     |                       | Genitori                   |  |  | Nonni |  |  | Bisnonni             |  |  | Trisnonni          |  |
|                                |                     |                       |                            |  |  |       |  |  | Francesco II Gonzaga |  |  | Federico I Gonzaga |  |
|                                |                     |                       |                            |  |  |       |  |  | Francesco II Gonzaga |  |  | Federico I Gonzaga |  |
|                                |                     | Margherita di Baviera |                            |  |  |       |  |  | Francesco II Gonzaga |  |  |                    |  |
| Ferrante I Gonzaga             |                     |                       |                            |  |  |       |  |  | Francesco II Gonzaga |  |  |                    |  |
|                                |                     | Isabella d'Este       | Ercole I d'Este            |  |  |       |  |  |                      |  |  |                    |  |
|                                |                     | Isabella d'Este       | Ercole I d'Este            |  |  |       |  |  |                      |  |  |                    |  |
|                                |                     | Isabella d'Este       | Eleonora d'Aragona         |  |  |       |  |  |                      |  |  |                    |  |
| Cesare I Gonzaga               |                     | Isabella d'Este       |                            |  |  |       |  |  |                      |  |  |                    |  |
|                                |                     | Ferrante di Capua     | Andrea di Capua            |  |  |       |  |  |                      |  |  |                    |  |
|                                |                     | Ferrante di Capua     | Andrea di Capua            |  |  |       |  |  |                      |  |  |                    |  |
|                                |                     | Ferrante di Capua     | Maria d'Ayerbo d'Aragona   |  |  |       |  |  |                      |  |  |                    |  |
| Isabella di Capua              |                     | Ferrante di Capua     |                            |  |  |       |  |  |                      |  |  |                    |  |
|                                |                     | Antonicca del Balzo   | Giovan Francesco del Balzo |  |  |       |  |  |                      |  |  |                    |  |
|                                |                     | Antonicca del Balzo   | Giovan Francesco del Balzo |  |  |       |  |  |                      |  |  |                    |  |
|                                |                     | Antonicca del Balzo   | Margherita del Balzo       |  |  |       |  |  |                      |  |  |                    |  |
| Ferrante II Gonzaga            |                     | Antonicca del Balzo   |                            |  |  |       |  |  |                      |  |  |                    |  |
|                                | Federico I Borromeo | Federico I Borromeo   |                            |  |  |       |  |  |                      |  |  |                    |  |
|                                | Federico I Borromeo | Federico I Borromeo   |                            |  |  |       |  |  |                      |  |  |                    |  |
|                                | Federico I Borromeo | Veronica Visconti     |                            |  |  |       |  |  |                      |  |  |                    |  |
| Giberto II Borromeo            | Federico I Borromeo |                       |                            |  |  |       |  |  |                      |  |  |                    |  |
|                                |                     | Veronica Visconti     | Bernardino Medici          |  |  |       |  |  |                      |  |  |                    |  |
|                                |                     | Veronica Visconti     | Bernardino Medici          |  |  |       |  |  |                      |  |  |                    |  |
|                                |                     | Veronica Visconti     | Cecilia Serbelloni         |  |  |       |  |  |                      |  |  |                    |  |
| Camilla Borromeo               |                     | Veronica Visconti     |                            |  |  |       |  |  |                      |  |  |                    |  |
|                                |                     | Bernardino Medici     | …                          |  |  |       |  |  |                      |  |  |                    |  |
|                                |                     | Bernardino Medici     | …                          |  |  |       |  |  |                      |  |  |                    |  |
|                                |                     | Bernardino Medici     | …                          |  |  |       |  |  |                      |  |  |                    |  |
| Margherita Medici di Marignano |                     | Bernardino Medici     |                            |  |  |       |  |  |                      |  |  |                    |  |
|                                |                     | Cecilia Serbelloni    | …                          |  |  |       |  |  |                      |  |  |                    |  |
|                                |                     | Cecilia Serbelloni    | …                          |  |  |       |  |  |                      |  |  |                    |  |
|                                |                     | Cecilia Serbelloni    | …                          |  |  |       |  |  |                      |  |  |                    |  |
|                                |                     | Cecilia Serbelloni    |                            |  |  |       |  |  |                      |  |  |                    |  |